# 上海市进才实验小学
上海市进才实验小学（简称进才实验），创立于2001年，原名上海市进才实验学校，是一所九年一贯制公立学校，2010年6月中小学分开办学，原小学部（1至5年级）更名为现名。原初中部（6至9年级）更名为上海市进才实验中学。学校地址位于中华人民共和国上海市浦东新区丁香路1289号。